# Luigi Zoia
Luigi Zoia (Milano, 21 gennaio 1948) è un karateka, maestro di karate e dirigente d'azienda italiano naturalizzato statunitense.
Zoia (il cognome viene scritto anche con la grafia “Zoja”) grazie ai risultati conseguiti a livello nazionale e internazionale, è considerato tra i più titolati maestri di karate tradizionale italiani.

## La carriera sportiva
Cintura nera del sesto dan, è stato più volte campione italiano, campione europeo e vicecampione del mondo di karate di Stile Shotokan. Come imprenditore ha portato in Italia dagli Stati Uniti uno dei primi Hedge fund europei.
Allievo di prima generazione del maestro Hiroshi Shirai, inizia la pratica del karate Shokotan nel 1965 a Milano. Cintura nera già dopo un anno[necessaria fonte], diviene membro della squadra nazionale italiana dal 1968 al 1976. Diventa il primo campione italiano nel 1969, e difende con successo il titolo anche negli anni successivi 1970 e 1971. Nel 1970 la casa editrice Panini dedica una figurina a Zoia nell'album Campioni dello Sport anno 1969/1970.
Zoia vince il titolo di campione europeo di karate per tre anni di seguito, nel 1971 e 1973. (Nel 1972 lo vince comunque un Italiano, Giuseppe Beghetto). È poi vice campione del mondo di karate nel 1971, nel 1973 e nel 1975. Durante il campionato del mondo di karate svoltosi a Tokyo nel luglio del 1973 la Japan Karate Association Kantosho lo premia come "l'atleta e combattente più completo".
Durante il servizio militare, svolto nell'Arma dei Carabinieri nel 1974, viene accolta la sua proposta di fondare la squadra di karate nel Gruppo sportivo dell'Arma, di cui è il primo maestro, e per la quale riceve una decorazione militare al merito sportivo.
Nel biennio 1975-1976 è membro del consiglio di amministrazione e vice presidente della Federazione Italiana Karate.

## La diffusione dei valori della "leadership consapevole"
Nel 2009 fonda l'associazione culturale Life Journey di cui è presidente. Lo scopo dell'associazione è lo sviluppo di una cultura per la leadership basata sui valori.
Dal 2012 è presidente di The Conscious Business Group, associazione senza fini di lucro che si propone di promuovere, sviluppare e diffondere i principi della leadership consapevole nel mondo del business.
Nel 2013 pubblica il libro autobiografico "Cadere sette volte... rialzarsi otto" edito da Armenia editore, nel quale racconta la sua esperienza di uomo, imprenditore e karateka. Il 6 ottobre 2014, dato il successo della precedente edizione, il libro viene ripubblicato dalla casa editrice Mental Fitness Publishing.

## L'attività come imprenditore e manager
Laureato all'Università Bocconi nel 1974, nel 1976 Zoia inizia a lavorare per Citibank a Milano. Nel 1982 si trasferisce a New York e nel 1986 lascia Citibank per iniziare un'attività di imprenditore nel settore immobiliare a New York. Dal 1999 lavora nel settore della finanza creando e gestendo un Hedge fund offshore. Dal 1999 fino al 2004 è presidente e amministratore delegato di HFR Europe, azienda che fornisce servizi di asset management a investitori istituzionali europei. Sotto la sua gestione il fondo arriva a totalizzare una raccolta di 1,9 miliardi di dollari. In quel periodo è azionista e membro del consiglio di amministrazione di Akros Hfr Sgr del gruppo Banca Popolare di Milano.
È attivo sul mercato internazionale come imprenditore con interessi in diversi settori, principalmente il settore immobiliare e finanziario.